# 保福寺 (関市)
保福寺（ほふくじ）は岐阜県関市洞戸菅谷にある薬師如来を本尊とする臨済宗妙心寺派（東海派隣華院下）の寺院で、山号を長泉山と称する。洞戸地域最古の寺院。
明徳元年（1390年）に釈能源が開いたとされる。開創時の宗旨や山号寺号は不明。その後、道樹寺開山景聰興勗の法嗣の東華慧光が臨済宗妙心寺派の寺院として中興し、長泉山保福寺と称するようになった。中興の詳しい年次は不明であるが、その没年から文禄3年（1594年）以前と考えられる。その後一時衰微したが、5世住持の南禅化龍（-宝永7年（1710年））により再興を果たした。南禅化龍の晩年には白隠慧鶴が当寺に掛錫している。記録より宝暦10年（1760年）の時点で8石余りの寺領を有し、洞戸の他の寺と比較して繁栄していたとみられる。その後、明和4年（1767年）と安永7年（1778年）と立て続けに火災に見舞われるものの、復興を果たしている。